# Usinage à grande vitesse
Pour les articles homonymes, voir HSM.
Pour un article plus général, voir Usinage.
 (septembre 2024).
L'usinage à grande vitesse (UGV), en anglais : high speed machining (HSM), est une technique d'usinage caractérisée par des conditions de coupe quatre à dix fois plus élevées que lors d'usinage conventionnel. Mais cette définition n'est pas figée car la frontière entre UGV et usinage conventionnel reste floue. 

## Principe physique
Grâce aux vitesses de coupe élevées, les phénomènes de coupe intervenant entre la pièce, l'outil et le copeau sont différents de ceux observés en usinage conventionnel. La chaleur dégagée lors du cisaillement du copeau n'a pas le temps de se propager dans la pièce et l'outil. Par conséquent, la majeure partie de cette chaleur est évacuée par le copeau (environ 80 % en UGV contre 40 % en usinage conventionnel). On remarque aussi que plus la vitesse de coupe augmente, plus l'énergie spécifique de coupe diminue (puissance électrique consommée par la machine divisée par le débit copeaux).

## Avantage de l'UGV
Du fait de l'augmentation de la vitesse de coupe, il en découle l'augmentation de la vitesse d'avance. Les avantages de l'UGV sont donc les suivants :
- augmentation de la productivité : directement lié à l'augmentation des vitesses de coupe et d'avance.
- amélioration de l'état de surface
- conservation de l'intégrité matière : la chaleur transmise à la pièce étant plus faible, il y moins de modification de sa structure.
- amélioration de la précision
- usinage à sec : la majeure partie de la chaleur étant évacuée avec le copeau, une lubrification de refroidissement n'est plus forcément nécessaire.
- possibilité d'usiner des voiles minces : les forces de coupe tangentielles diminuent lorsque la vitesse de coupe augmente, il devient donc possible d'usiner des parois minces.
- possibilité d'usiner des aciers traités thermiquement (trempe, cémentation) sans pour autant que le traitement ne soit abîmé par la chaleur.

## Problèmes liés à l'UGV
À cause des fréquences de rotation élevées des outils, des phénomènes d'instabilité dynamique (broutement, vibrations) surviennent régulièrement lors d'opérations d'UGV.

## Spécificités liées à l'UGV
L'augmentation des conditions de coupe implique une spécificité de tous les composants intervenant lors de l'usinage. On peut citer :
- l'augmentation de la rigidité de la structure des machines-outils ;
- l'augmentation des vitesses de rotation des broches (20 000 tr/min et plus) ;
- l'utilisation de cônes d'attachement de type HSK ;
- la partie commande des machines-outils qui doit s'adapter aux vitesses d'avances plus élevées ;
- le développement d'outils spécifiques qui doivent être capables d'accepter les conditions de coupe, mais aussi de proposer une durée de vie qui soit économiquement rentable ;
- une attention particulière doit être portée sur l'équilibrage de l'ensemble outil-porte outil

## Domaines d'application de l'UGV
L'UGV est particulièrement utilisé dans des domaines tels que l'aéronautique pour l'usinage dans la masse, la fabrication de moules pour la forge ou la fonderie.